# Thomas Moore Scott
Pour les articles homonymes, voir Scott et Thomas Scott.
Thomas Moore Scott (1829 - 21 avril 1876) est un brigadier général de l'armée des États confédérés au cours de la guerre de Sécession. Il participe activement à plusieurs combats sur le théâtre occidental de la guerre de Sécession. Il est planteur avant et après la guerre.

## Avant la guerre
Thomas M. Scott naît à Athens, en Géorgie , en 1829, mais part pour la Louisiane, le Tennessee, et retourne à LaGrange, en Géorgie et revenant finalement en Louisiane, où il devient planteur,.

## Guerre de Sécession
Scott est nommé colonel du 12th Louisiana Regiment Infantry (en) le 13 août 1861,,. Il sert lors de la bataille de Belmont, bien qu'il n'y participe pas activement, et aux batailles de l'Île numéro dix, de New Madrid, du fort Pillow, au siège de Vicksburg, y compris à la bataille de Baker's Creek et aux opérations du général CSA Joseph E. Johnston dans le Mississippi où il tente de soulager les forces assiégées à Vicksburg, et au cours de la campagne d'Atlanta, initialement sous le commandement du lieutenant général Leonidas Polk,.
Scott est promu brigadier général le 10 mai 1864 après s'être distingué au début de la campagne d'Atlanta,,. Il est gravement blessé au dos par un éclat d'obus, le 30 novembre 1864 à la bataille de Franklin et apparemment ne participe plus à d'autres actions,,. Il est transporté dans une maison vers l'arrière. Ses lésions en janvier 1865 laissent à penser qu'il ne pourra pas reprendre le service actif avant six mois. Aucune trace de sa libération sur parole a été trouvée,.

## Après la guerre
Scott retourne à l'agriculture en Louisiane, exploitant une plantation de canne à sucre sur la côte du Golfe pendant quelques années.
Thomas Moore Scott est retrouvé mort sur une chaise dans le Sample Coffee House, à la Nouvelle-Orléans le 21 avril 1876,. Il est mort à la suite d'un comas éthylique. Il est enterré dans le cimetière de Greenwood, à la Nouvelle-Orléans (en),.